# دوري أيرلندا الشمالية الممتاز 2005–06
دوري أيرلندا الشمالية الممتاز 2005–06 (بالإنجليزية: 2005–06 Irish Premier League)‏ هو الموسم 105 من دوري أيرلندا الشمالية الممتاز. أشرف على تنظيمه الاتحاد الأيرلندي لكرة القدم، وكان عدد الأندية المشاركة فيه 16، وفاز فيه نادي لينفيلد.